# François Paul de Brueys d’Aigalliers
François Paul de Brueys d’Aigalliers (ur. 12 lutego 1753 w Uzès, zm. 1 sierpnia 1798 w zatoce Abukir) – francuski wojskowy, dowódca w bitwie pod Abukirem. Należał do loży masońskiej w Montauban.